# Abel Santamaría
Abel Santamaría Cuadrado (Encrucijada, 20 ottobre 1927 – Santiago di Cuba, 26 luglio 1953) è stato un attivista, rivoluzionario e politico cubano.

## Biografia
Abel e sua sorella Haydée erano giovani oppositori al governo dittatoriale di Fulgencio Batista, che prima dell'inizio della Rivoluzione cubana offrivano ai rivoluzionari, tra cui Fidel Castro, il loro appartamento bilocale all'angolo tra la 0 e la 25a strada dell'Avana come luogo riparato per poter tenere riunioni segrete. Abel e Haydée parteciparono insieme a Fidel e Raúl Castro al fallito assalto alla caserma Moncada del 26 luglio 1953 quando furono arrestati dall'esercito. Abel fu ucciso quello stesso giorno, dopo essere stato brutalmente torturato dalla polizia per estorcergli le informazioni sull'ubicazione degli altri ribelli in fuga, ma Santamaría non parlò. Si dice che gli fu cavato un occhio e che fu mostrato alla sorella Haydée, ma anche lei si rifiutò di parlare.